# Los Reyes, Durango
Los Reyes är en ort i Mexiko.   Den ligger i kommunen Tamazula och delstaten Durango, i den centrala delen av landet, 900 km nordväst om huvudstaden Mexico City. Los Reyes ligger 1 524 meter över havet och antalet invånare är 160.
Terrängen runt Los Reyes är bergig åt nordost, men åt sydväst är den kuperad. Runt Los Reyes är det mycket glesbefolkat, med 5 invånare per kvadratkilometer. Närmaste större samhälle är Los Remedios, 14,3 km väster om Los Reyes. I omgivningarna runt Los Reyes växer huvudsakligen savannskog.